# Гоно Доямов
Георги Христов Доямов (Гоно Доянов) (на гръцки: Γκόνος Δογιάμας, Гоно Доямас или Γκόνος Δογιάμα, Гонос Дояма), e гъркомански деец на гръцка андартска чета в Македония.

## Биография
Гоно Доямов е роден в семейството на Христо и Гиля (Ангелики) Доямови в гумендженското село Баровица, което тогава е в Османската империя, днес Кастанери, Гърция. Гоно има трима братя - Лазар (Лазарос), Димитър (Митрос) и Траян (Траянос), както и сестра Мария. Траян Доямов става нелегален и се включва в българска чета на Вътрешната македоно-одринска революционна организация, последван по-късно и от Лазар. Турците арестуват Гоно и Димитър, но те успяват да избягат и се присъединяват към другите двама братя.
След създалия се конфликт между Апостол войвода и Иван Карасулийски през 1902 година на ниво вътрешни и върховисти, братя Доямови се отцепват и създават собствена чета
След 1903 година Гоно с братята си Димитър и Лазар се присъединява към появилата се Гръцка пропаганда и стават четници на Михаил Мораитис (капитан Кодрос). През декември 1904 година българска чета обесва братовчеда на Лазар Константин Доямов между селата Горгопик и Боймица. На 19 май 1905 четата им се сражава с турците между Баровица и Църна река и е напълно разбита - Мораитис заедно със заместника му лейтенант Спирос Франгопулос са убити, а повечето от четниците им – пленени.
След установяването на гръцката власт в Егейска Македония Гоно Доямов се ползва с подкрепата и доверието на управляващите. По времето на Германската окупация през Втората световна война и след това Гоно Доямов и синовете му участват в паравоенните групи на Общогръцката освободителна организация (ПАО) срещу комунистическата съпротива на ГКП. Синът му Мицо Доямов опожарява базата на ЕЛАС в Църна река, а самият Гоно Доямов е застрелян от партизани в селото.
След Гръцката гражданска война на изхода на Гумендже към Баровица е построен паметник на Гоно Доямов при тези на неговите братя. На официалното откриване присъстват висши военни лица. По спомените на роднина на Мицо Доямов след официалната реч един висш офицер го нарича „Па̀лиос Вулгарос“, т.е. „мръсен българин“.